# Један на један
Један на један је српски филм снимљен 2002. године који је режирао Младен Матичевић и писао сценарио заједно са Срђаном Анђелићем.

## Опште информације
Филм је премијерно приказан 23. августа 2002. године у Београду, а траје 90 минута. По жељи директора фотографије Зоран Петровића и Милоша Спасојевића, да би кадрови што верније дочарали сивило и безнађе, филм се снимао у новембру 1999. године, по облачном времену, у периоду честих рестрикција струје, које су уследиле након НАТО бомбардовања СРЈ.
Филм је режирао Младен Матичевић, који је и писао сценарио заједно са Срђаном Анђелићем. Филм је објавила издавачка кућа Триста чуда филмс, а музику у филму потписује група Саншајн. Продуценти филма су Биљана Анђелић и Јован Јеловац.